# Брас, Мартине
Мартине Брас (нидерл. Martine Bras, род. 17 мая 1978, Схонревурд) — нидерландская профессиональная велогонщица.

## Карьера
Мартине Брас начала заниматься велоспортом в возрасте девяти лет в клубе Яна ван Рибека. В следующем году она стала чемпионкой Нидерландов.
В 1996 году, будучи юниоркой, она заняла второе место на национальном чемпионате Нидерландов по шоссейному велоспорту в групповой гонке и шестое на чемпионате мира в Словении.
В 1998 году она стала профессионалом в команде The Greenery. В 2000 году она перешла в команду Ondernemers van Nature. В следующем году она заняла третье место на чемпионате Нидерландов по шоссейному велоспорту в Неймегене. В 2002 году она заболела, и в 2003 году ей пришлось приостановить свою карьеру.
Мартина Брас вернулась к соревнованиям в 2006 году в составе клуба De Moving Ladies.
В следующем году она подписала контракт с командой Lotto-Belisol Ladiesteam. Она выиграла Гран-при Руселаре и пятый этап Холланд Ледис Тур.
В 2009 и 2011 годах она принимала участие в чемпионатах мира по шоссейному велоспорту.
Она участвовала в чемпионате мира по шоссейным велогонкам 2012 года в женской командной гонке с раздельным стартом за команду Dolmans-Boels Cycling Team.
Завершила карьеру в конце 2013 года.

## Достижения
2001
3-я на Чемпионате Нидерландов по шоссейному велоспорту — групповая гонка
2007
Гран-при Руселаре
5-й этап Холланд Ледис Тур
2008
1-й этап Тур де л'Од феминин (командная гонка)
2009
5-я на Туре Фландрии
7-я на Гран-при Плуэ — Бретань
9-я на Туре Дренте
9-я на Опен Воргорда RR
10-я на Трофей Альфредо Бинды — коммуны Читтильо
2010
2-й этап Холланд Ледис Тур
2-я на Трофей Альфредо Бинды — коммуны Читтильо
2011
Халле — Бёйзинген
3-й этап Тура Лимузена
3-я на Трофео Коста Этруска I
3-я на Дварс дор де Вестхук
4-я на Трофей Альфредо Бинды — коммуны Читтильо
7-я на Туре Дренте
8-я на Опен Воргорда RR
2012
7-я на Туре Дренте
2013
2-я на Дварс дор де Вестхук

### Статистика выступлений наГранд-турах
| Гонка / Год          | 2008 | 2009 | 2010 | 2011           | 2012           | 2013           |
| -------------------- | ---- | ---- | ---- | -------------- | -------------- | -------------- |
| Рут де Франс феминин | —    | —    | 15   | —              | —              | —              |
| Тур де л'Од феминин  | 56   | 34   | 30   | не проводилась | не проводилась | не проводилась |
| Джиро д’Италия Донне | —    | —    | 34   | 33             | 51             | 82             |

## Рейтинги
| Год                 | 2009 | 2010 | 2011 | 2012 | 2013 |
| ------------------- | ---- | ---- | ---- | ---- | ---- |
| Мировой рейтинг UCI | 37-й | 28-й | 16-й | 90-й | 96-й |
| Мировой кубок UCI   | -    | -    | 9-й  | -    | -    |
|                     |      |      |      |      |      |
| Источник: UCI       |      |      |      |      |      |